# STS-73
La STS-73 è una missione spaziale del Programma Space Shuttle.

## Equipaggio
- Kenneth D. Bowersox (3) - Comandante
- Kent V. Rominger (1) - Pilota
- Kathryn C. Thornton (4) - Specialista di missione
- Catherine G. Coleman (1) - Specialista di missione
- Michael E. Lopez-Alegria (1) - Specialista di missione
- Fred W. Leslie (1) - Specialista del carico
- Albert Sacco Jr. (1) - Specialista del carico

Tra parentesi il numero di voli spaziali completati da ogni membro dell'equipaggio, inclusa questa missione.

## Parametri della missione
- Massa: 15250 kg Carico utile
- Perigeo: 241 km
- Apogeo: 241 km
- Inclinazione orbitale: 39.0°
- Periodo: 1 ora, 29 minuti, 42 secondi